# Murailles de Boccheggiano
Les Murailles de Boccheggiano (en italien : Mura di Boccheggiano), constituent le système défensif du village fortifié de Boccheggiano dans la commune de Montieri (province de Grosseto), en Toscane.

## Histoire
Les murailles ont été construites au Moyen Âge, afin d'enfermer complètement et de protéger le village fortifié de Boccheggiano d'éventuels sièges. L'œuvre architecturale militaire s'est achevée au XIIIe siècle, lorsque le centre était contrôlé à la fois par les évêques de Volterra et par la famille Salimbeni.
L'ouvrage défensif comportait également une forteresse, transformée par la suite en donjon par les  Siennois vers le milieu du XIVe siècle : cette fortification fut entièrement démantelée au cours des époques suivantes.
Au cours des derniers siècles, les murs ont subi de nouvelles modifications, jusqu'à ce qu'ils prennent leur aspect actuel.

## Description
Les murailles de Boccheggiano, largement incorporés dans les murs des bâtiments du centre historique, présentent des parties exposées qui ont entièrement conservé les éléments stylistiques originaux de l'époque médiévale, avec un revêtement en blocs de pierre.
Désormais laissée sans structures fortifiées ni tours de guet à la suite du démantèlement du donjon, une seule porte d'accès s'ouvre sur le pourtour de la muraille, pourtant précieuse, la Porta della Torricella, qui a donné son nom à la route qui la traverse.

## Galerie

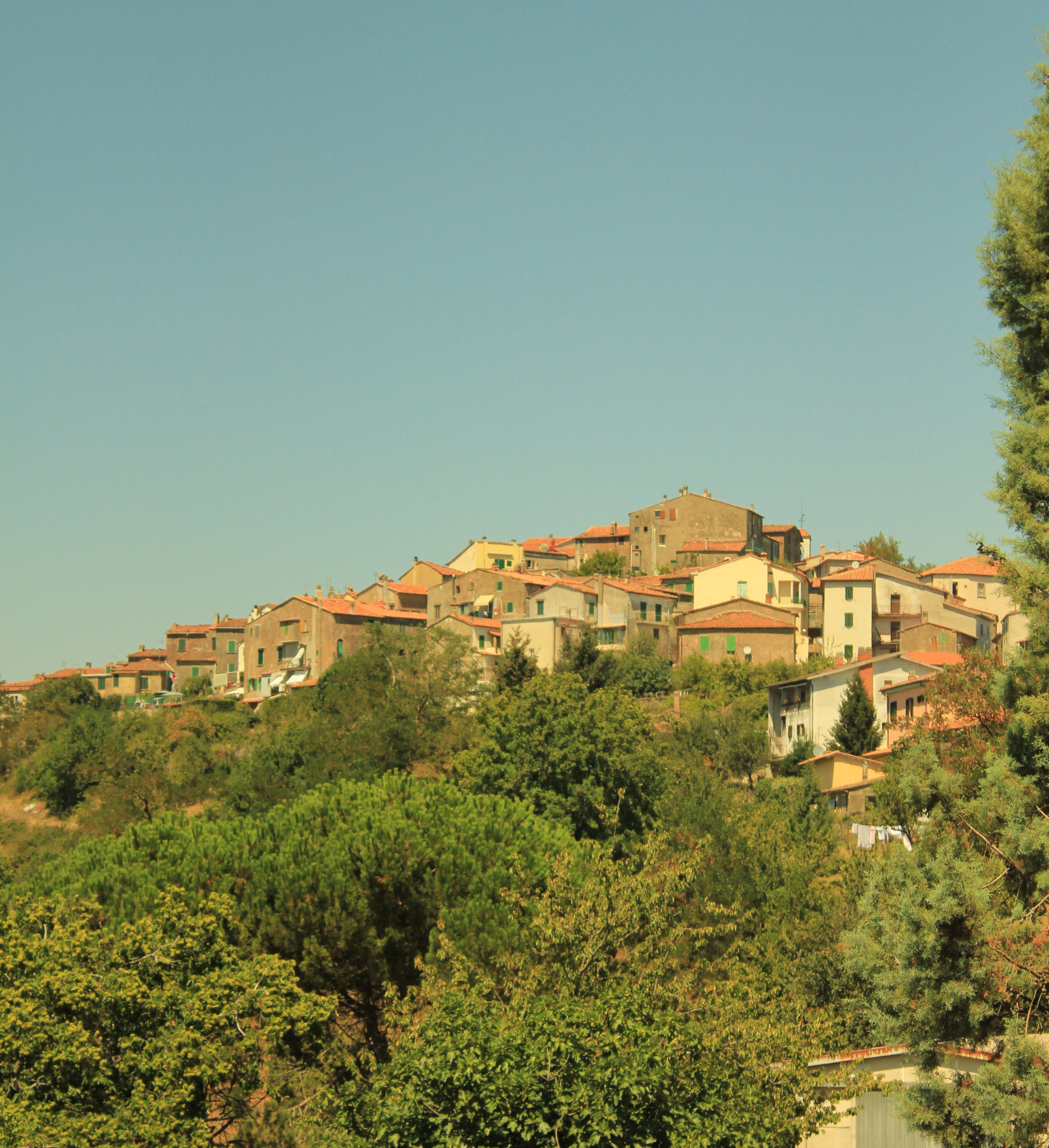
Boccheggiano
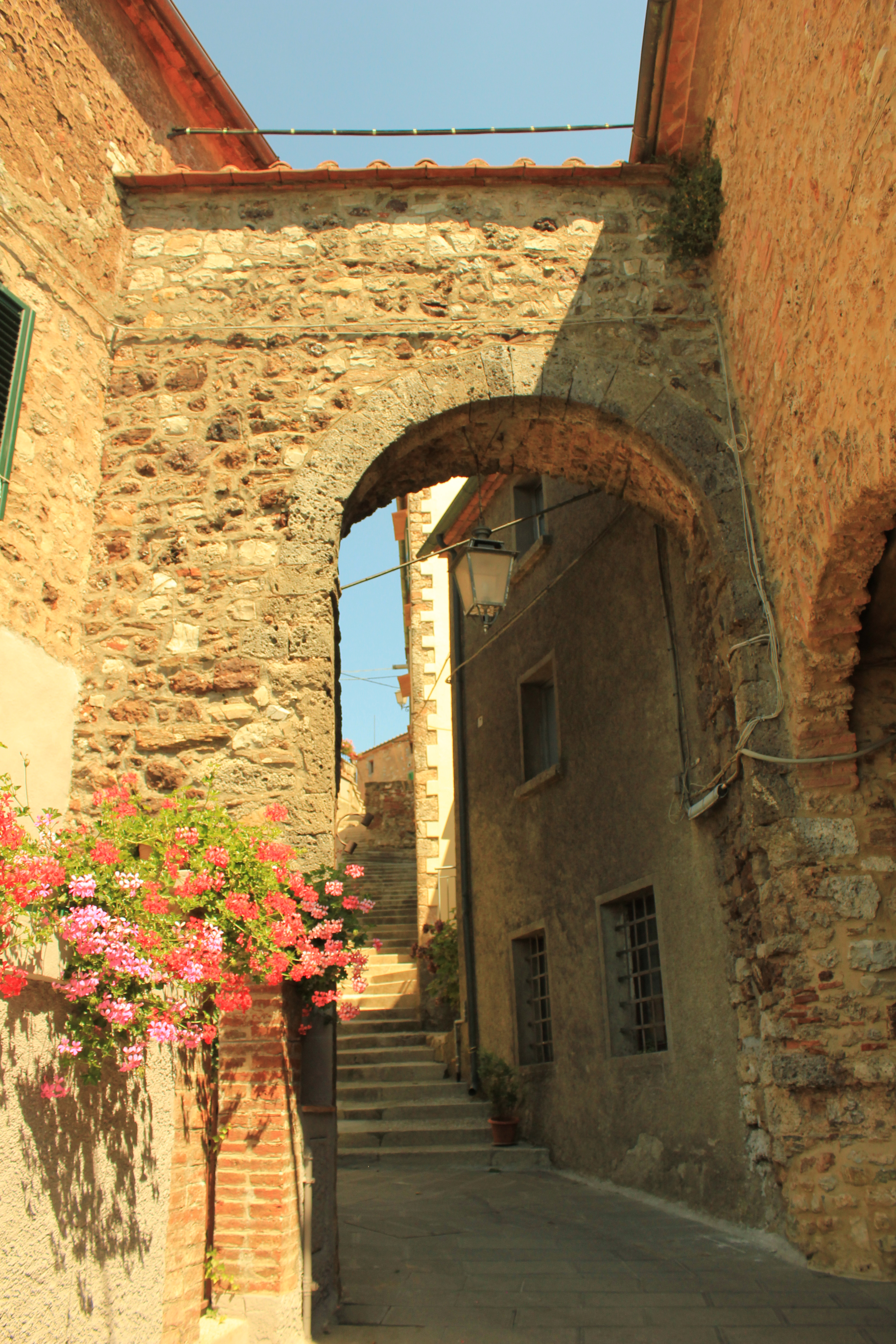
Porte della Torricella